# جیمی دراون
جیمی دراون (انگلیسی: Jamie Draven؛ زادهٔ ۱۴ مهٔ ۱۹۷۹) هنرپیشه اهل انگلستان است.
از فیلم‌ها یا برنامه‌های تلویزیونی که وی در آن نقش داشته‌است می‌توان به بیلی الیوت، نیروی نهایی اشاره کرد.